# Фінська влада в Карелії (1941—1944)
25 червня 1941 року Фінляндія офіційно прилучилася до нападу нацистської Німеччини на СРСР. 10 липня фінська Карельська армія почала наступ в напрямі на Свір. 10 вересня відбулося фінське святкування на честь зайняття Олонця.
Подальший фінський наступ продовжувався частково по південному берегу Свірі, узбережжю Онеги, Масельги, Ругозера, аж до Ухти; фінський наступ продовжувався до грудня 1941.
Першого місяця війни до лав Радянської армії стало близько 10000 добровольців з Карело-Фінської РСР.

## Винищувальні загони танародне ополчення
5 липня ЦК та Раднарком КФ РСР приймають постанову «Про створення загонів народного ополчення». Станом на 7 липня 1941 року в Карело-Фінській РСР нараховувалося 38 винищувальних батальйонів загальною чисельністю близько 4500 чоловік. Ці батальйони формувалися з громадян, котрі не підлягали загальній мобілізації, та скеровувалися на передову — в місця прориву противником лінії фронту та на знищення десантів і «бандформувань».
Початком серпня в республіці діяло 3 полки, 32 батальйони та 5 окремих рот ополчення, що нараховували понад 22000 бійців. Ополченці охороняли мости, дороги, важливі пункти, в часі перших місяців війни їх деколи зараховували до стройових частин на передову.

## Евакуація
Евакуація з республіки проводилася в Архангельську, Вологодську та Челябінську області, Башкирську, Комі, Татарську, Удмуртську, Чуваську автономні республіки — загалом понад 300000 мешканців республіки (за іншими даними — до 500 000).
Евакуації підлягло обладнання близько 290 заводів, зокрема Кондопозький целюлозно-паперовий комбінат, Онезький тракторний завод (в Красноярськ), Сегежський целюлозо-паперовий комбінат, лижна та слюдяна петрозаводські фабрики. Тільки морським шляхом було вивезено 250 000 тон промислових вантажів.
В інші місцевості СРСР було переправлено 127 паротягів, понад 15 000 голів худоби.
Державні та партійні республіканські органи республіки були евакуйовані в Медвеж'єгорськ, звідти — до Бєломорська.
15 липня 1941 року маршал Маннергейм віддає наказ про організацію Управління окупованих територій — Військового управління Східної Карелії. Начальником управління призначається полковник Вайно Котілайнен; штаб управління знаходився у зайнятому фінами Петрозаводську, його чисельність нараховувала близько 2900 осіб. Територія, підпорядкована управлінню, поділялася на Біломорський, Масельгський та Олонецький округи.

## Перебування під фінською владою
З 1941 по 1944 рік більша частина більша частина Карело-Фінської РСР (східна Карелія) — практично дві третини — перебувала під контролем Фінляндії.

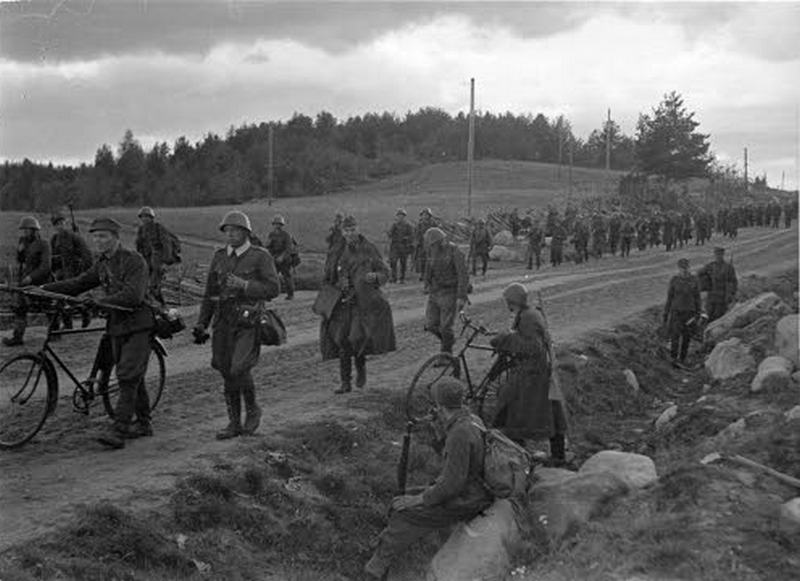
Фінські війська в наступі, 1941

27 липня 1941 року фінський головнокомандувач призначає двадцять колишніх біженців із Східної Карелії в Раду при командуючому військовим управлінням — цим робився вигляд, що нова влада чує голоси та враховує побажання місцевого населення. Населення зайнятих територій через евакуацію виявилося значно меншим, ніж розраховували фіни. За фінськими даними, станом на 21 грудня 1941 року на окупованих територіях було зареєстровано 86119 людей.
На початку війни жителів Заонежжя та Прионежжя евакуювали в табори, решту вивезли на Велику Губу в район Фоймогуби та Космозера.
На теренах, що перебували під фінським контролем, провадилося розділення по етнічному принципу. До «займаючого привілегійоване становище» населення відносилися так звані «споріднені народи» — карели (39.6 % від загальної чисельності республіки), фіни (8,5 %), вепси, естонці, інгерманландці, мордва. В «ненаціональне населення» відносили росіян — близько 46,7 %, українці — 1,3 % та решта народів. Підставою до віднесення до певної категорії слугувала національність батьків, серед інших показників були і рідна мова та мова, на якій провадилося шкільне навчання. Відношення до тієї чи іншої групи впливало на зарплатню, розподіл продовольства, свободу пересування. Жителів Заонежжя та Шуньгського півострова піддали перевірці на предмет їх приналежності до споріднених фінам народів. «Неспоріднені» народності мали підлягати на території РРФСР, окуповані нацистськими силами, для чого 8 липня 1941 року Маннергейм віддає наказ про розміщення підлягаючих виселенню в концентраційні табори. Підставами для розміщення в таборах були такі прояви, як небажана присутність осіб на території з точки зору військового управління, політична неблагонадійність, ті, чиє перебування на волі було визнано недоречним.
З більш як 64000 радянських громадян, що пройшли через фінські концентраційні табори — по фінських даних — померло понад 18000. Також в концентраційних таборах було розміщено близько 24000 з місцевого населення із числа етнічних росіян, з яких до 4000 померло від голоду.

## Фінська розвідувальна діяльність
В таборах військовополонених фінська розвідка здійснювала вербування агентури для засилання на територію СРСР через фронтову лінію. З метою підготовки агентів 1942 року в Петрозаводську створюється спеціальна школа, де від одного до трьох місяці вчили вербовці, диверсійній справі, картографії, лижній підготовці, радіосправі. Підготовлені агенти перекидалися через лінію фронту переважно як червоноармійці, на гідролітаках, літаках та човнах. Близько півтори тисячі подібним чином підготовлених військовополонених були передані фінською розвідкою для використання в розвідувальних органах Німеччини.
Розвідувальною школою з липня 1943 по лютий 1944 року керував колишній командир 2-го батальйону 268-го стрілецького полку 186-ї стрілецької дивізії О. В. Владиславлев, що до липня 1943 був старшиною фінського концтабору № 1 для полонених радянських офіцерів. Після перемир'я СРСР з Фінляндією Владислав офіційно прохав лишити його в еміграції на території останньої, проте був виданий радянській владі і в травні 1945 року розстріляний.

## Концентраційні табори
Метою створення концентраційних таборів було запобігання співпраці місцевого населення з партизанами та використання ув'язнених як дешевої робочої сили. Разом з тим, система масового знищення, як в нацистському Третьому Рейху, фінською владою не застосовувалася і навіть не розглядалася.
Перший концентраційний табір для радянських громадян слов'янського походження, де знаходилися також і жінки, й діти, був створений в Петрозаводську 24 жовтня 1941 року. В ці табори відправлялося «неспоріднене» — переважно етнічне російське населення, разом з тим наказ Маннергейма повністю не був виконаний. При загальній чисельності окупованих територій Карелії приблизно 86000 людей, у квітні 1942 року в таборах знаходилося 23980 осіб, січнем 1944 їх число знизилося до 14900. Серед них було до 10 000 жителів півночі Ленінградської області, переміщені від лінії фронту в табори, переважно у Петрозаводську.
Динаміка чисельності перебуваючих в концентраційних таборах
- листопад 1941 — 11166,
- 31 грудня 1941 — 13400 (по інших даних 20005),
- березень 1942 — 23984,
- 1 липня 1942 — 21984,
- 1 січня 1943 — 15241 (15420),
- 1 січня 1944 — 14917[2].

Існують різні дані про загальну кількість на території Карело-Фінської РСР концентраційних таборів — одні документи зазначають про 10, з них 6 в Петрозаводську; довідник Фонду Взаємодопомоги на Російській Федерації (Росархів, Москва, 1998) зазначає про 17 концтаборів та тюрем. За роки окупації через табори пройшло 30 000 людей, разом з тим в це число не включені ті, що перебували в таборах військовополонених, перші табори почали створювати ще в червні 1941, умови перебування в них мало відрізнялися від концентраційних таборів.
Через погане харчування в фінських концентраційних таборах високим був рівень смертності, та, у 1942 році по відсотковому співвідношенні навіть більшим, чим в нацистських (13,7 % проти 10,5 %). Фінські документи того часу зазначають, що у «переселенських» таборах з лютого 1942 по червень 1944 року померло приблизно 4000-4600 людей (з них 90 % в 1942), по персональних списках — 3409 людей. Разом з тим, колишній ув'язнений А. П. Коломенський, в обов'язки якого входило вивозити та захоронювати трупи померлих з «переселенського» табору число 3, з травня по грудень 1942 року лише в цьому таборі загинуло 1014 людей.
Ув'язнені у фінських концтаборах відпрацьовували «трудову повинність», на ці примусові роботи відправляли з 15-річного віку незалежно від стану здоров'я; в «трудовому таборі» у Кутижмі — з 14 років. Переважно «робочий день» починався о 7-й ранку та продовжувався до 18-ї — 19-ї вечора, на лісозаготівлях — до 16-ї години з годинною влітку та двогодинною взимку перервою на обід. Оскільки більшість чоловіків на території республіки була прикликана по мобілізації у перші дні війни до рядів Радянської армії, в «трудових таборах» переважно знаходилися жінки та діти.
У 1941—1942 роках праця ув'язнених в таборах не оплачувалася, після поразки нацистів під Сталінградом почали платити від 3 до 7 фінських марок в день, А. П. Коломенський свідчив, що перед заключенням перемир'я — до 20 марок в день.
Особливою жорстокістю по відношенню до ув'язнених відзначався «переселенський табір» число 2 — його охоронці, неофіційно вважався «табором смерті» — сюди направляли «недостатньо лояльних» ув'язнених, керував табором фінський офіцер Соловаара (Solovaara), засудження якого після закінчення воєнних дій без особливого успіху добивалася радянська влада. У травні 1942 року він влаштував на шикуванні в таборі показове побиття ув'язнених через те, що вони просили милостиню. За спроби ухилитися від лісозаготівель фінські солдати влаштовували примусово працюючим показові покарання на очах у всіх полонених.
За даними К. А. Морозова, протягом 1941—1944 років в «трудових таборах» загинуло 14000 цивільних громадян.
Перелік концентраційних тюрем та таборів на території Карело-Фінської РСР, окупованій фінськими військами.
- Центральна тюрма Кіндасово
- Територіальна тюрма Кестеньги
- Концтабір Кіннасваара
- Концтабір Колвасярві (Куолоярві)
- Табори для переміщених осіб (1 ЦВА Східна Карелія)
- Концтабір Абакумов — Бузянська
- Концтабір Климанов — Лисинський
- Концтабір Хабаров — Клеева
- Концтабір Ляпсін — Орєхов
- Концтабір Орлов — Сименков
- Концтабір Семереков — Свиридов
- Концтабір Тахуілов — Звєздін
- Концтабір Хепосуо
- Концтабір Паалу
- Концтабір Відліци
- Концтабір Радгоспу
- Концтабір Ільїнське
- Концтабір Усланга
- Святонаволоцький концабір

Також існували концентраційні табори в Петрозаводську, Солом'яному та Томицях:
- Концтабір № 1, Петрозаводськ, Кукковка,
- Концтабір № 2, Петрозаводськ, територія сільськогосподарського училища,
- Концтабір № 3, Петрозаводськ, Заріка, будинки Лижної фабрики,
- Концтабір № 4, Петрозаводськ, Голіковка, будівлі Онегзаводу,
- Концтабір № 5, Петрозаводськ, Залізничне поселення,
- Концтабір № 6, західна частина Перевалочної біржі,
- Концтабір № 7, східна частина Перевалочної біржі,
- Табір військовополонених № 5, Петрозаводськ, Томиці,
- Табір військовополонених, Петрозаводськ, південно-західна частина Голіковки,
- Концтабір, Петрозаводськ, центральна частина Солом'яного,
- Табір військовополонених, Петрозаводськ, північно-східна частина Солом'яного.

Разом з тим не всі вважають, що фінська влада була аж дуже суворою. Партизанська радистка Сільвія Паасо 1986 року оповіла, що коли вінни затримали групу партизан, в якій була і Паасо, то Шелтозерський комендант наказав нікого не розстрілювати, хоча всі підстави на те були.

## Переслідування звинувачуваних у військових злочинах
Ніхто з фінських військових, звинувачуваних у військових злочинах, не поніс покарання за злочини проти людяності та військові злочини, на відміну, наприклад, від нацистських військових злочинців та колабораціоністів з країн Балтії, в Україні та Росії.
По закінченні війни керівник Союзницької Контрольної комісії Андрій Жданов 19 жовтня 1944 року передав прем'єр-міністру Фінляндії У. Кастрену перелік 61 особи, яких радянська влада вимагала видати за військові злочини. З цього списку, окрім військових комендантів, 34 особи були на службі в штабі Військового управління — переважно у концтаборах, 6 — в таборах військовополонених.
З жовтня 1944 по грудень 1947 року по цьому переліку фінською владою було затримано 45 осіб, з них 30 були звільнені через відсутність складу злочину, 14 відбули невеликі терміни ув'язнення за конкретні кримінальні злочини, одна особа — штрафом. Решта не були розшукані, при цьому фінська влада посилалася на «туманність» переліку, при цьому радянська сторона не наполягала на уточненні, маючи для цього всі можливості. Колишні військові коменданти В. А. Котілайнен та А. В. Араюрі по війні виїхали з Фінляндії. Вони звинувачувалися у нерівному розподілі продуктів — що призвело до смертей від голоду та хвороб багатьох ув'язнених в концтаборах, та у використанні дитячої праці. З обидвох обвинувачення було зняте після їх повернення до Фінляндії у 1948 та 1949 роках відповідно. На основі фінських документів вони звинувачувалися у нацизмі, але наприкінці 1940-х років юристи Фінляндії зняли з них ці обвинувачення.
Фінських військових, звинувачуваних у злочинах за часу окупації та колабораціоністів, що опинилися в полоні чи затриманих радянською військовою владою, судили радянські трибунали. Всі вони отримали значні терміни ув'язнення та змогли повернутися додом (ті, що вижили) після амністії, оголошеної Хрущовим 1954 року.

## Підпільний рух
З перших днів війни партійні та радянські органи на території Карело-Фінської РСР організовували підпільні групи та партизанські загони. Керував роботою Республіканський штаб партизанського руху — керівник штабу С. Я. Вершинін — при військовій Карельського фронту.
В цілому у підпільній роботі з початку війни й до кінця 1943 року було скеровано більше 120 людей. Складнощі при організації діяльності підпілля полягали в низькій щільності проживання та малій кількості місцевого населення. Окрім цього, більшість населених пунктів знаходилися біля фронтової лінії, котра протягом 3 років залишалася незмінною, в них знаходилися фінські гарнізони та діяв режим особливої безпеки. Власне тому завчасно створені підпільні групи при роботі в тилу окупанта не дали наслідків, переважна більшість підпільників була ліквідована, деякі опинилися в концентраційних таборах.
Більш дієвим виявився шлях створення підготовлених груп в радянському тилу та перекиданнях через лінію фронту. Закинуті підпільники повідомляли керівництву Карельського фронту дані про зміну дислокації та чисельність фінських військ, воєнні перевезення, розповсюджували республіканські листівки та газети «Ленінський прапор» та «Тоуус» (фінською мовою), довезені з радянського тилу.
У часі наступу військ Карельського фронту літом 1944 року підпільники організовували з місцевого населення бойові партизанські групи, встановлювали контроль над дорогами, знищували телефонний зв'язок супротивника.
Загалом в смузі Карельського фронту за час його існування діяло (із урахуванням втрат та поповнення) понад 5000 партизанів.
На неокупованих територіях Карело-Фінської РСР продовжували існувати органи радянської влади. Столиця республіки була тимчасово перенесена до Біломорська, там знаходилося керівництво республіки та командування Карельським фронтом.
По неокупованих територіях пролягали важливі шляхи сполучення; заново була побудована залізнична лінія Сорокська (Біломорськ) — Обозерська, що сполучила Кіровську та Північну залізниці. Цим залізничним шляхом вантажі доставлялися з Центральної Росії в Мурманськ та у зворотньому напрямі, також перевозилися вантажі, отримані від союзників по ленд-лізу.

## Звільнення території Карело-Фінської РСР
9 липня 1944 року на Карельському перешийку війська Ленінградського фронту артилерійською підготовкою починають наступ проти фінської 10-ї дивізії. Після прориву радянських сил 4-а група починає відступ на Виборг. 12 липня фінське командування перекидає одну комісію та одну бригаду з Олонця на Карельський перешийок. 16 липня фінське командування віддає наказ військам в Східній Карелії плановий відхід на фінський кордон, три дивізії направляються до Карельського перешийка.
21 липня 1944 року війська Карельського фронту розпочали Свірсько-Петрозаводську операцію. Метою операції було розгромити угрупування фінських військ між Онезьким та Ладозьким озерами і звільнити територію південної Карелії. За перші десять днів наступу сили Карельського фронту звільнили понад 800 населених пунктів Карелії та Ленінградської області. В ході операції було звільнено від фінських сил Кіровську залізницю та Біломорсько-Балтійський канал.
Вранці 28 червня 1944 року радянські війська увійшли в Петрозаводськ, того ж дня в честь визволення у Москві відбувся святковий салют.
До 9 серпня 1944 року основне завдання Свірсько-Петрозаводської операції було виконане, розбито 6 піхотних дивізій та 6 різних бригад супротивника. Фінські війська за цей час втратили понад 50000 солдатів та офіцерів, понад 500 вагонів, 470 гармат, 430 кулеметів, 165 мінометів, 50 складів з військовим майном, 30 паротягів.
За бойову звитягу в ході Свірсько-Петрозаводської операції 23990 радянських військових нагороджено бойовими медалями та орденами, 52 вдостоєні звання Героя Радянського Союзу.
Загальний збиток економіці Карело-Фінської РСР за час окупації було оцінено в 20 млрд карбованців у довоєнних цінах.
Повністю було зруйновано 84 та частково 409 населених пунктів, виведена з ладу Кіровська залізниця, споруди Біломорсько-Балтійського каналу, зруйновано близько 200 підприємств.